# Harry A. Hanbury
Harry Alfred Hanbury (ur. 1 stycznia 1863 w Bristolu w Anglii, zm. 22 sierpnia 1940 w Methuen) – amerykański polityk, członek Partii Republikańskiej.

## Działalność polityczna
W okresie od 4 marca 1901 do 3 marca 1903 przez jedną kadencję był przedstawicielem 4. okręgu wyborczego w stanie Nowy Jork w Izbie Reprezentantów Stanów Zjednoczonych.